# Солодухін Микола Іванович
Микола Іванович Солодухін (рос. Никола́й Ива́нович Солоду́хин; нар. 3 січня 1955) — радянський дзюдоїст, олімпійський чемпіон 1980 року, чемпіон світу та Європи, призер чемпіонатів світу та Європи.

## Виступи на Олімпіадах
| Олімпіада   | Дисципліна | Місце |
| ----------- | ---------- | ----- |
| Москва 1980 | до 65 кг   | 1     |